# Момбаркаро
Момбаркаро (итал. Mombarcaro) — коммуна в Италии, располагается в регионе Пьемонт, в провинции Кунео.
Население составляет 289 человек (2008 г.), плотность населения составляет 15 чел./км². Занимает площадь 20 км². Почтовый индекс — 12070. Телефонный код — 0174.
Покровителем коммуны почитается святой Архангел Михаил, празднование 29 сентября. 

## Демография
Динамика населения:

## Администрация коммуны
- Официальный сайт: